# Einblütige Binse
Die Einblütige Binse (Syn.: Juncus monanthos, akzeptierter Name seit 2013 Oreojuncus monanthos (Jacq.) Záv.Drábk. & Kirschner), in Österreich und der Schweiz auch als Einblütige Simse oder Einblüten-Simse bezeichnet, ist eine Pflanzenart innerhalb der Familie der Binsengewächse (Juncaceae). Sie ist ein ausgesprochener Kältezeiger und kommt überwiegend in den höheren Regionen der Gebirge auf Felsen und in Felsspalten vor.

## Beschreibung

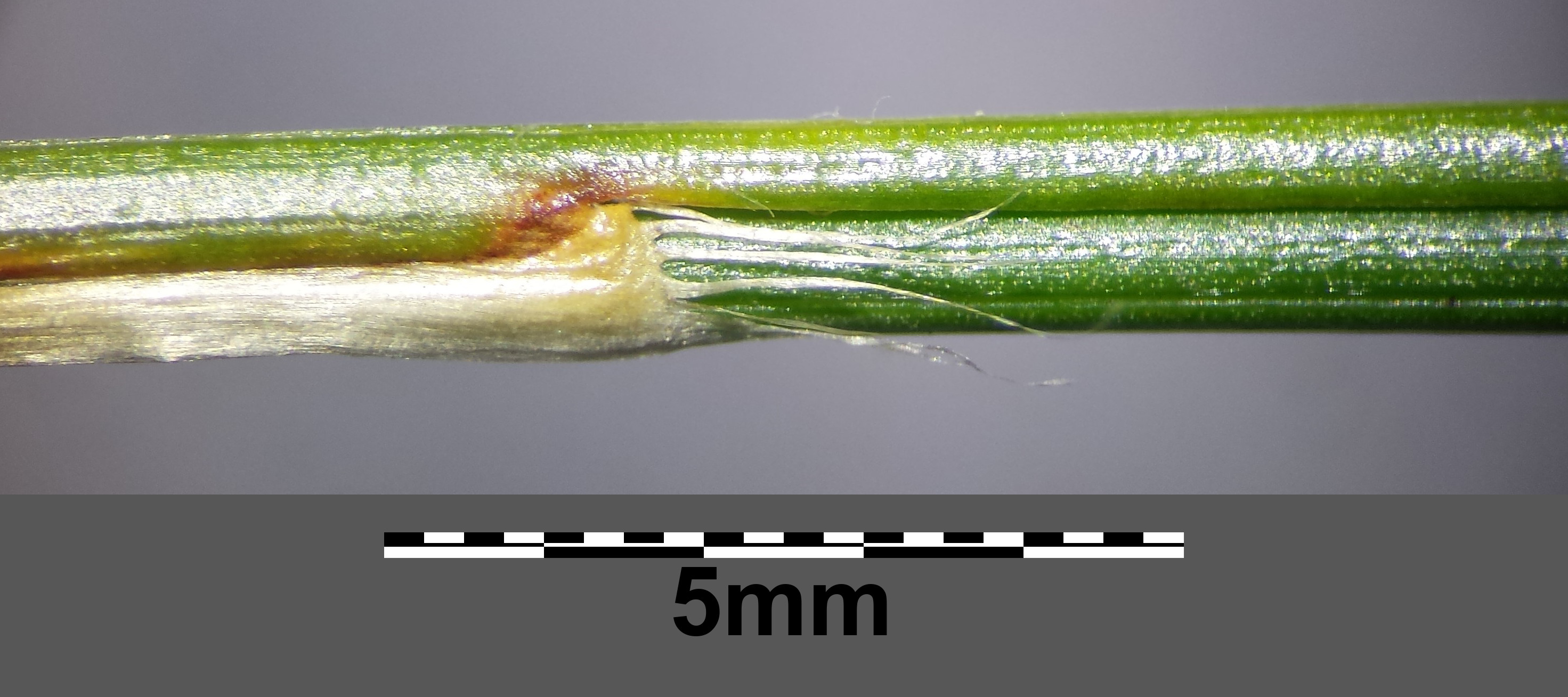
Die Blattscheiden weisen tiefgeschlitzte Öhrchen auf.

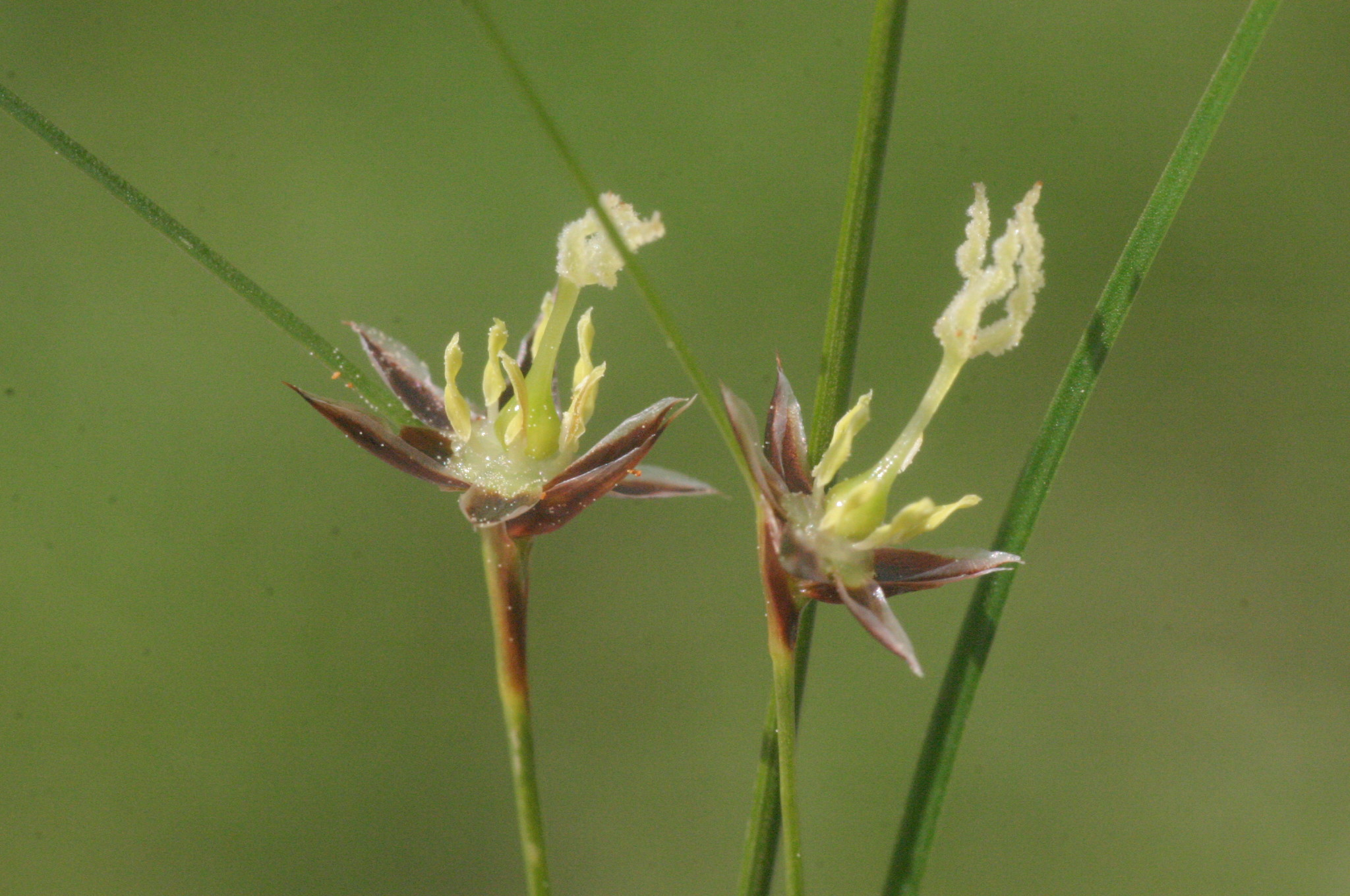
Nahaufnahme der Blüten

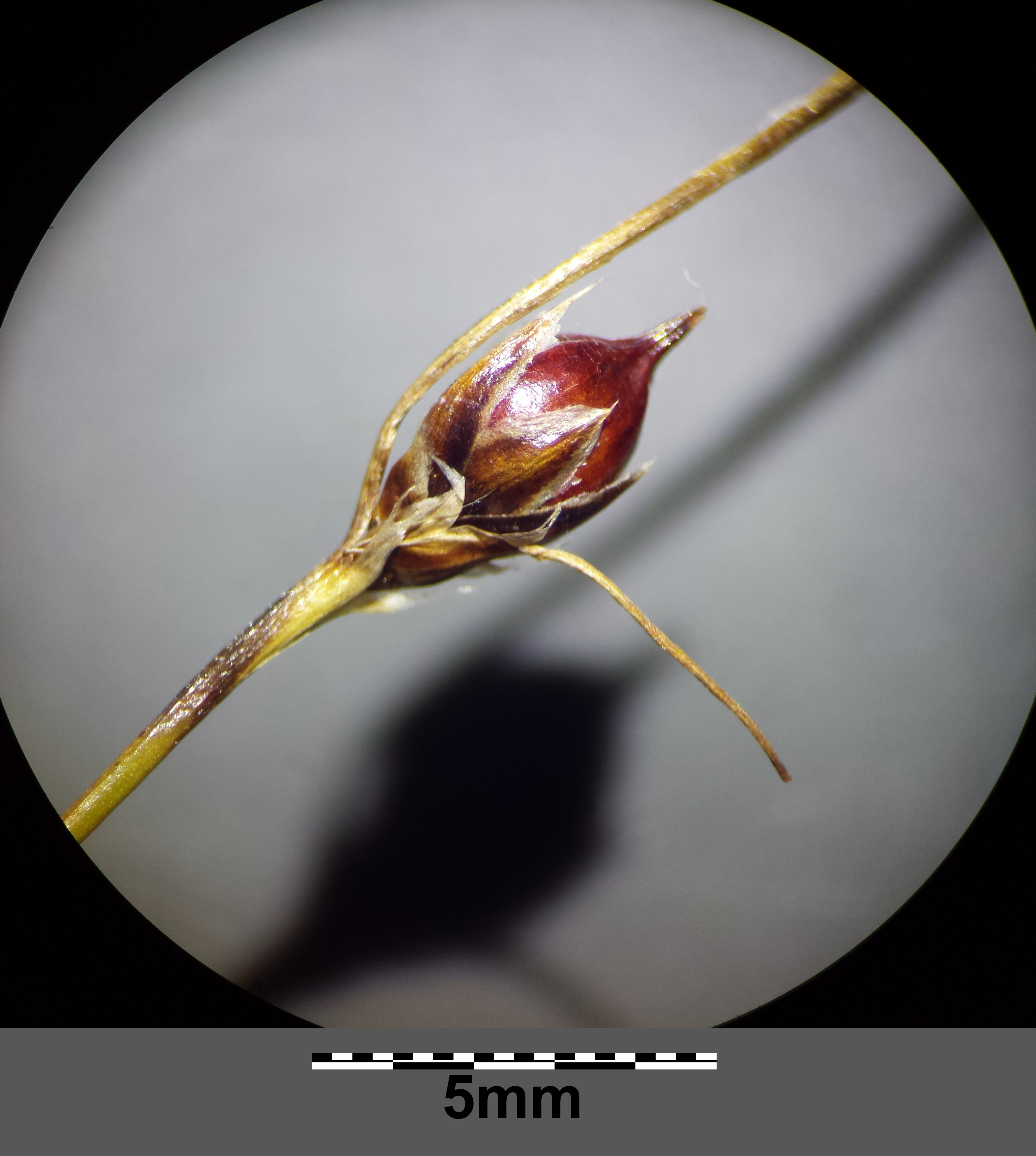
Frucht

### Vegetative Merkmale
Die Einblütige Binse ist eine wintergrüne, ausdauernde krautige Pflanze, die Wuchshöhen von 10 bis 30, selten bis zu 40 Zentimetern erreicht. Sie bildet kleine, graugrüne Horste oder Rasen. Die aufrechten Stängel sind bei Durchmessern von 0,5 bis 0,8 Millimetern fadendünn, rund, kaum gerillt und nur leicht behaart und am Grund mit Blattscheiden ausgestattet. Die grundständigen, nicht gitternervigen Blattscheiden sind gelb-braun bis braun und stark glänzend. Nur die obersten Blattscheiden gehen in eine bis zu 15 Zentimeter lange Blattspreite über. An der Mündung der Blattscheiden sind 2 bis 4 Millimeter lange, fast bis zum Grund zerschlitzte Öhrchen ausgebildet. Blatthäutchen (Ligulae) sind nicht vorhanden. Die Laubblätter sind sehr dünn und borstenförmig.

### Generative Merkmale
Die Blütezeit reicht von Juli bis September. Der Blütenstand ist eine ein- bis seltener zwei- bis dreiblütige Spirre. Der Blütenstand wird von zwei oder drei Hochblättern deutlich überragt. Die sechs rot-braunen Blütenhüllblätter sind mit einer Länge von 4 bis 5 Millimetern alle gleich lang oder fast gleich lang, lanzettlich bis schmal-eiförmig. Sie haben einen grünen Mittelnerv und sind lang zugespitzt; die äußeren haben einen schmalen, die inneren einen breiteren Hautrand. Es sind sechs Staubblätter und drei weiße, zurückgebogene Narben vorhanden.
Die Kapselfrucht überragt die Blütenhülle. Die rot-braune Kapselfrucht ist nach oben hin allmählich zugespitzt.
Die Chromosomenzahl beträgt 2n = 30.

## Ökologie
Bei der Einblütigen Binse handelt es sich um einen Hemikryptophyten.
Die Bestäubung erfolgt durch den Wind (Anemophilie).
Als Lichtpflanze erträgt die Einblütige Binse keine Beschattung. Sie ist ein Kältezeiger.

## Vorkommen
Die Einblütige Binse kommt in Europa in Frankreich, Deutschland, der schweiz, Österreich, Italien und dem früheren Jugoslawien vor.
In den Gebirgen kommt sie nur in subalpinen bis alpinen Höhenstufen vor. Ihr ökologischer Schwerpunkt liegt auf trockenen bis frischen, stickstoffarmen bis stickstoffärmsten, kalkhaltigen Böden in alpinen Rasen, Felsspalten und auf Geröll.
Im Süden gedeiht sie in den Gebirgen in Höhenlagen von 1600 bis 2000 Metern. In den Allgäuer Alpen steigt sie in Vorarlberg am Pellingers Köpfle nahe dem Hohen Ifen bis zu einer Höhenlage von 2000 Metern auf; am Monte Nuvolau in den Venezianischen Alpen erreicht sie 2500 Meter. Sie wächst auf Felsen und in trockenen, steinigen und mageren Rasen (Zwergstrauchheiden und Borstgrasrasen). Sie gedeiht besonders im Seslerio-Caricetum sempervirentis aus dem Verband Seslerion, kommt aber auch in Pflanzengesellschaften des Verbands Elynion vor.
Die ökologischen Zeigerwerte nach Landolt et al. 2010 sind in der Schweiz: Feuchtezahl F = 2 (mäßig trocken), Lichtzahl L = 5 (sehr hell), Reaktionszahl R = 5 (basisch), Temperaturzahl T = 1+ (unter-alpin, supra-subalpin und ober-subalpin), Nährstoffzahl N = 2 (nährstoffarm), Kontinentalitätszahl K = 3 (subozeanisch bis subkontinental).

## Systematik
Die Erstveröffentlichung erfolgte 1762 unter dem Namen Juncus monanthos durch Nikolaus Joseph von Jacquin in Enumeratio stirpium plerarumque, quae sponte crescunt in agro vindobonensi, montibusque confinibus, S. 61, 236. Das Artepitheton monanthos stammt aus der altgriechischen Sprache und bedeuten: „mit einer Blüte“.  Synonyme für Juncus monanthos Jacq. sind Juncus trifidus subsp. monanthos (Jacq.) K. Richt., Juncus schrankii K.Moll, Juncus hostii Tausch und Oreojuncus monanthos (Jacq.) Záv. Drábk. & Kirschner.
Nach K. Kiffe 2000 werden in Deutschland zwei Unterarten die Gewöhnliche Dreiblatt-Binse (Juncus trifidus L. subsp. trifidus) und die Wenigblütige Dreiblatt-Binse (Juncus trifidus subsp. monanthos (Jacq.) Asch. & Graebn.) unterschieden. Nach J. Kirschner et al. (2002) sind beide eigenständige Arten, Juncus trifidus L. und Juncus monanthos Jacq. Sowohl in der schweizerischen als auch in der österreichischen Flora werden die Arten getrennt. Nach Jan Kirschner: 2013 werden beide Arten sogar in die 2013 aufgestellte Gattung Oreojuncus Záv.Drábk. & Kirschner eingeordnet: Oreojuncus monanthos (Jacq.) Záv.Drábk. & Kirschner und Oreojuncus trifidus (L.) Záv.Drábk. & Kirschner, dies sind die akzeptierten Namen.